# Karma (musikalbum)
Karma är det amerikanska symfonisk metal / power metal-bandet Kamelots femte studioalbum, utgivet 2001 av skivbolaget Noise Records.
Musiken till låten "Forever" är en cover-version av "Solveigs sang" av den norska komponisten Edvard Grieg (1843–1907), med nya texter. "Solveig sang" är en del av musiken från Peer Gynt av Henrik Ibsen (1828–1906).

## Låtlista
1. "Regalis Apertura" (instrumental) – 1:57
2. "Forever" – 4:06
3. "Wings of Despair" – 4:30
4. "The Spell" – 4:18
5. "Don't You Cry" – 4:14
6. "Karma" – 5:11
7. "The Light I Shine on You" – 4:13
8. "Temples of Gold" – 4:09
9. "Across the Highlands" – 3:44
10. "Elizabeth, Part I: Mirror Mirror" – 4:20
11. "Elizabeth, Part II: Requiem for the Innocent" – 3:44
12. "Elizabeth, Part III: Fall from Grace" – 4:20

Bonusspår på USA-utgåvan
1. "Ne Pleure Pas" – 4:14 (fransk version av "Don't You Cry")

Text/Musik: Miro (spår 1), Thomas Youngblood/Roy Khan/Edvard Grieg (spår 2), Youngblood/Khan (spår 3–12)

## Medverkande
Musiker (Kamelot-medlemmar)
- Khan – sång
- Thomas Youngblood – elgitarr, akustisk gitarr
- Glenn Barry – basgitarr
- Casey Grillo – trummor

Bidragande musiker
- Miro (Michael Rodenberg) – keyboard, orkestrering, bakgrundssång
- Sascha Paeth – gitarr
- Farouk Asjadi – shakuhachi
- Liv Nina Mosveen – sång (spår 11, 12)
- Olaf Hayer, Cinzia Hunecke Rizzo, Robert Hunecke-Rizzo – bakgrundssång

Produktion
- Sascha Paeth – producent, ljudtekniker, ljudmix, mastering
- Miro – producent, ljudtekniker, ljudmix, mastering
- Derek Gores – omslagskonst
- Kim Grillo – foto